# 足球 (韩国)
足球（：／ jokgu），可能起源于1960年代韩国空军在飞机跑道上发明的游戏，是排球、網球和足球（韓國稱蹴球）的一种融合，可以在网球场或者其它平地进行，其规则类似于排球或者网球。这项运动在韩国男子中非常流行。

## 球例
足球的玩法與排球相類似，但球員只可以用腳、小腿或頭部觸球。每隊有4名在場球員和3名替換球員，而球場中的網高1.1公尺（與網球相約）。每隊可以觸球最多3次，將球打到對方的場中。每次觸球之間球可以落地1次。比賽為3局2勝制，每局15分，先取得2分領先分者勝出該局。

## 另見
- 足排球